# Batterie Rolland
La batterie Rolland, ou fort Rolland, est une fortification française de la fin du XIXe siècle située sur la commune de Fontain (Arguel jusqu'au 1er janvier 2019), dans le département du Doubs.

## Présentation
La batterie d'Arguel fait partie de la ceinture de fortifications mise en place entre 1872 et 1893 autour de Besançon dans le cadre du système Séré de Rivières. Cette batterie est positionnée entre le fort de Pugey et le fort de Fontain. Elle occupe le sommet d'une colline (à 508 mètres d'altitude) à 675 m au sud-est du village, au lieu-dit « La Vignotte ». Une redoute avait été aménagée à cet endroit début 1871 lors de la guerre franco-prussienne.
Équipée pour tirer vers l'est, le sud-est et le sud, sa mission consistait à flanquer la crête de Fontain et interdire le passage d'un ennemi par Pugey dont le fort fut construit postérieurement.
En 1877, la batterie prévue pour 74 hommes et officiers se vit attribuer 17 pièces d'artillerie : 5 mortiers et 12 canons de différents calibres dont un « 22c de marine », sans doute l'un de ceux que le capitaine de vaisseau Poisson installa fin 1870 lors de la mise en défense de la place de Besançon. Les magasins pouvaient stocker jusqu'à six mois de vivres et une citerne de 130 m3 recueillait les eaux de ruissellement avec un complément par source.

### Description
Desservie par un chemin stratégique de 700 mètres partant de la route départementale 111 peu avant son arrivée au rond-point de Fontain, la batterie, réalisée en maçonnerie, fait 100 m sur 65 m et est entourée d'un fossé de 130 m en quatre tronçons, le front ouest, protégé par un parados, en étant dépourvu du fait d'une forte pente. Outre le casernement creusé en caverne au fond d'une cour, qui fut initialement la carrière de pierre servant à fournir les moellons de la construction, on découvre un corps de garde associé à une caponnière , une batterie basse équipée de trois traverses abris, une batterie haute avec une seule traverse, et un coffre de contre-escarpe. Le chemin couvert qui court à l'extérieur du fossé dessert une place d'armes et la batterie annexe composée de deux plates-formes séparées par une levée de terre.
Le corps de garde à gauche de l'entrée est jumelé avec une caponnière baptisée bastionnet sur les plans du génie qui flanque le fossé est. Un peu plus loin, sur la droite, une poterne donne accès au chemin de ronde qui se prolonge jusqu'au débouché sur la falaise de l'autre extrémité du fossé. La cour centrale se termine sur la façade du casernement qui était sur deux niveaux avec deux travées par niveau. Le plancher du niveau supérieur a disparu côté gauche, par contre il subsiste côté droit. Un local-cuisine a été creusé dans la paroi gauche de la cour.
La suite de la visite permet de découvrir les deux positions de batteries :
- celle du bas desservie par une « rue du rempart » qui passe sous trois traverses comportant des abris maçonnés. Quatre plateformes sont aménagées de part et d'autre des traverses pour recevoir cinq pièces

de rempart ;
- celle du haut, accessible par une rampe, comporte une traverse-abri et deux plateformes pour quatre pièces de rempart et des mortiers. À l'arrière de la traverse, une cheminée circulaire était équipée d'un escalier à vis métallique[5] permettant de communiquer avec le dessous.

À gauche de la façade du casernement, on emprunte deux gaines :
- celle de gauche même à l'abri de la troisième traverse et à la « rue du rempart » via un escalier.
- celle de face dessert successivement :
  - le magasin à poudre (avec une capacité de 27 tonnes)
  - l'escalier menant au deuxième niveau du casernement
  - à son extrémité, après un passage sous le fossé, le coffre de contrescarpe défendant les tronçons sud et sud-est du dit fossé. Sur le parcours, une ouverture au sol donne accès à la réserve d'eau.

### Abris sous roc
Lors de la montée par le chemin stratégique, on remarque quatre casemates creusées dans le roc en 1892. Il s'agit d'abris pour des troupes d'infanterie, voire la garnison. Le fort n'était en effet plus « à l'épreuve » des obus-torpilles employés à partir de 1885. À côté de l'entrée droite de la gaine desservant les casemates par l'arrière, un escalier de 76 marches permettait aux fantassins de gagner la crête pour effectuer une contre-offensive. 

## Historique

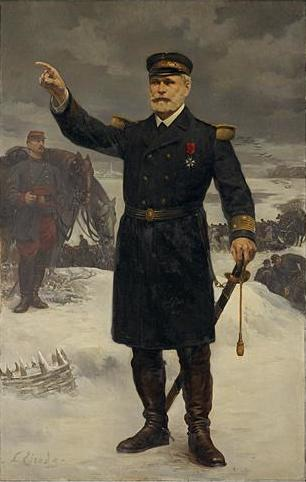
Le capitaine de vaisseau Marius Rolland.

Une redoute est d'abord érigée au même emplacement durant la guerre de 1870. Le capitaine de vaisseau Henri-Marius Rolland alors commandant de la place et le colonel Benoit directeur des fortifications, la font équiper de six pièces d'artillerie. En 1871, les militaires la désignent déjà comme le « fort Rolland ». Le présent ouvrage  construit au même endroit entre 1874 et 1876 est de ce fait baptisé batterie Rolland, bien avant l'attribution, en 1886, d'un « nom Boulanger » aux fortifications existantes. On pourra toutefois s'étonner de l'appellation  batterie donnée à ce fort disposant d'un casernement et d'une batterie annexe.
Le 6 septembre 1944, les Américains, en approche de Besançon tirèrent au canon sur le fort. Les baraquements extérieurs (hangar et maison du gardien) sont atteints et un mort  est à déplorer dans le village.

## Propriété et accès
La batterie appartient à la commune de Fontain. Son accès est interdit, et ne peut donc se faire que dans le cadre de visites accompagnées, les risques de chutes et d'éboulement étant très importants.
L'abri, situé également sur la commune de Fontain, est la propriété d'un particulier qui  en a fermé les entrées, purgé la falaise au-dessus des ouvertures et dégagé l'escalier d'accès à la crête dont il interdit toutefois l'accès. Le chemin stratégique longtemps envahi par la végétation est redevenu praticable à pied et VTT.

### Galerie

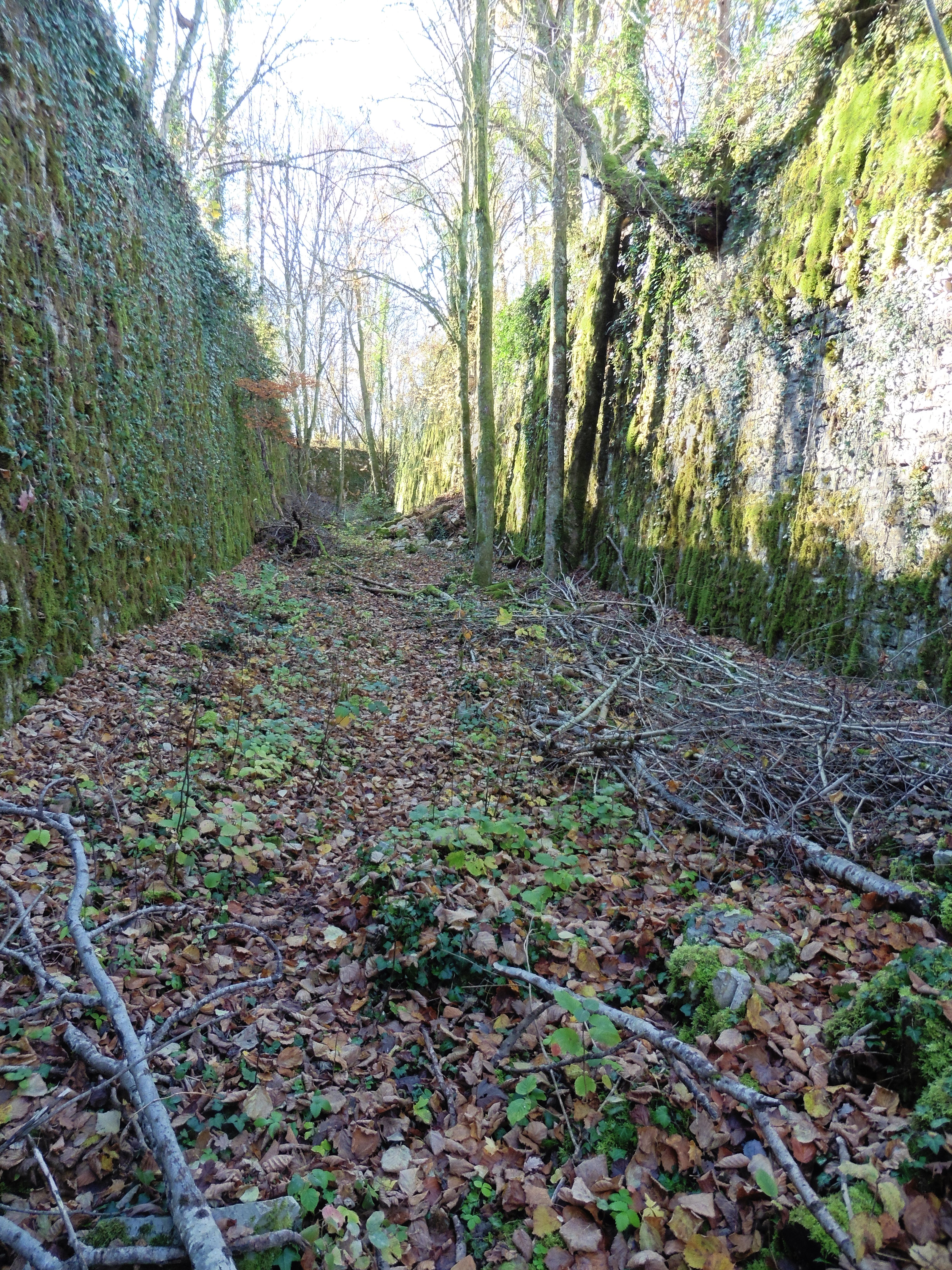
Fossé
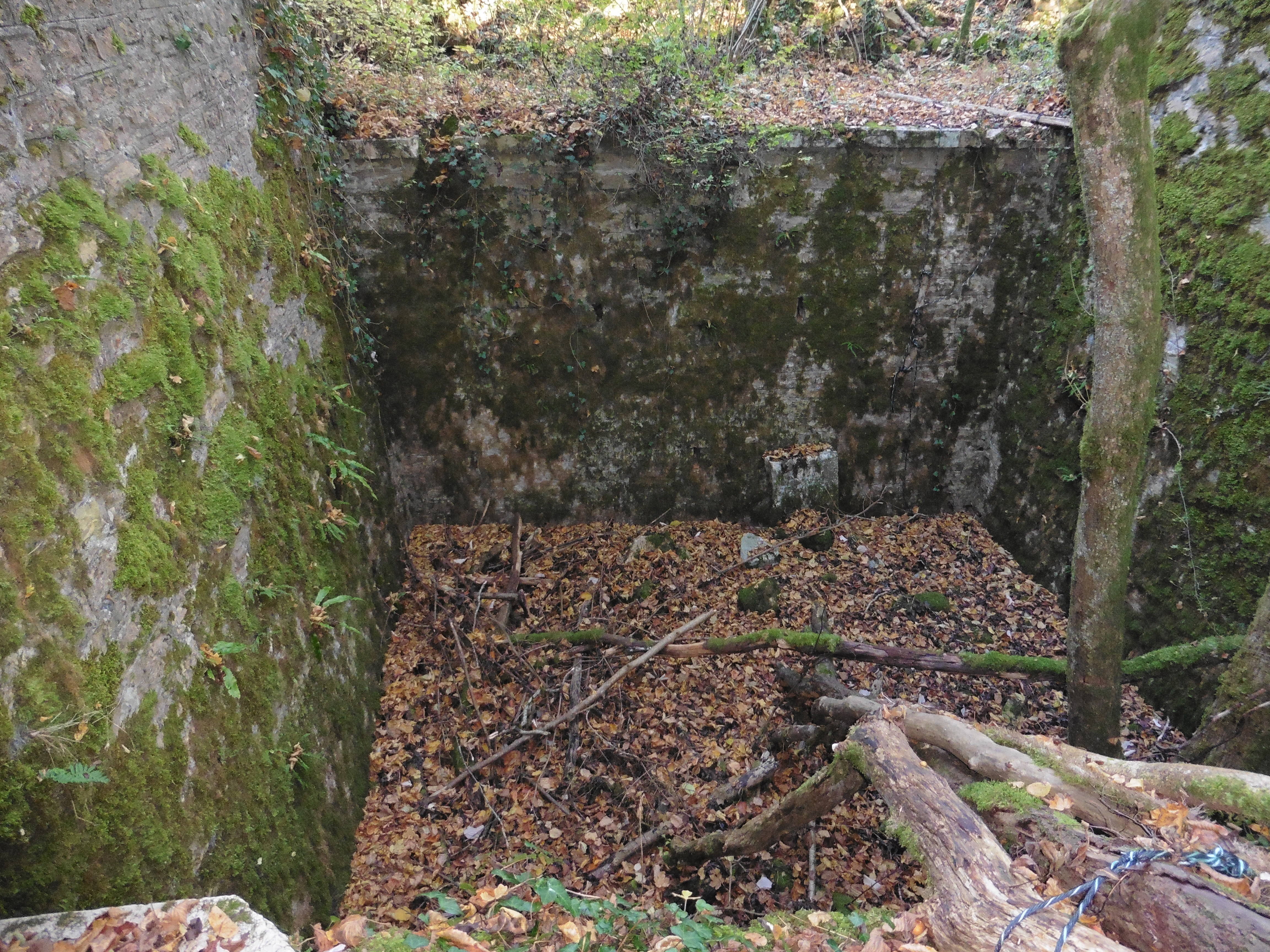
Fossé surbaissé
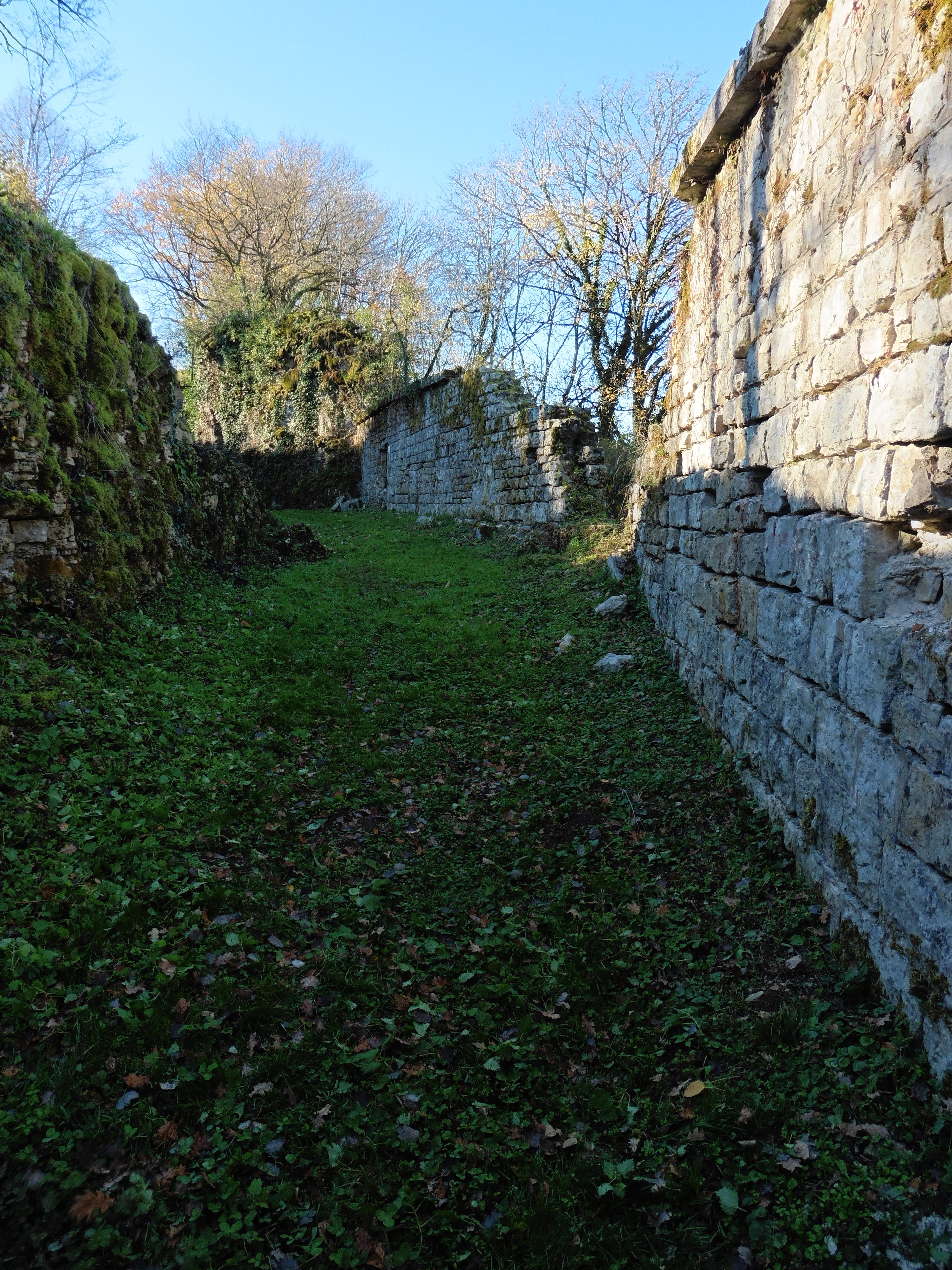
Entrée
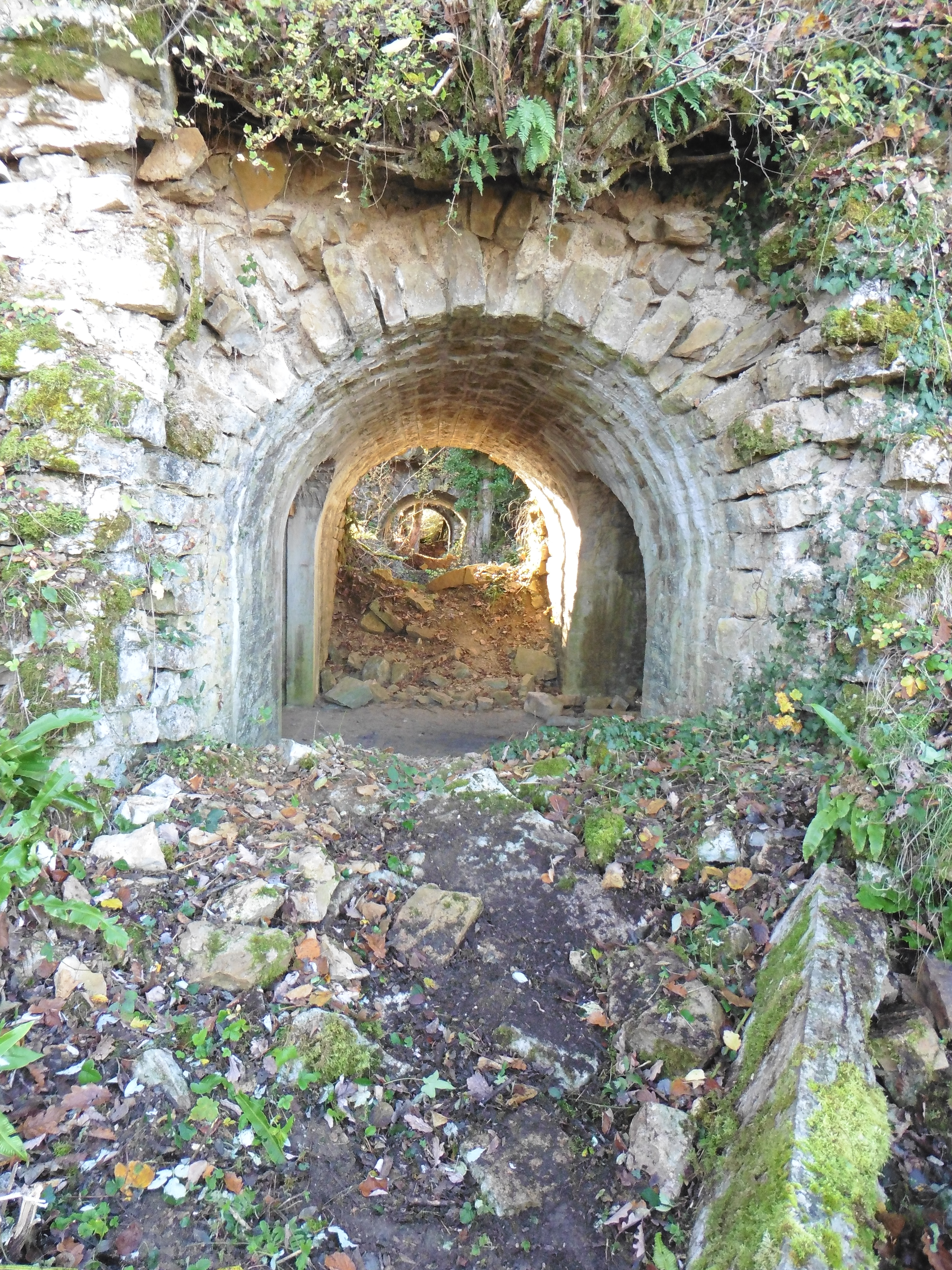
Desserte des positions basses de batterie